# أرسوير روثورن
أرسوير روثورن (بالإنجليزية: Aroser Rothorn)‏ هو أعلى جبال سلسلة جبال الألب بليسور ويقع في كانتون غراوبوندن في سويسرا. يحتل المرتبة رقم 212 في قائمة جبال سويسرا من حيث الارتفاع، إذ يبلغ ارتفاعه حوالي 2980 متر، بينما يبلغ ارتفاع نتوء الجبل 1349 متر.